# Nadia (district)
Nadia is een district van de Indiase staat West-Bengalen. Het district telt 4.603.756 inwoners (2001) en heeft een oppervlakte van 3927 km².
Nadia ligt ten noorden van de metropool Calcutta. Langs de westelijke grens van het district stroomt de Hooghly. In het oosten grenst Nadia aan Bangladesh.
Hoofdstad: Calcutta (Kolkata)
Districten:
Divisie Bardhaman: Birbhum · Hooghly · Paschim Bardhaman · Purba Bardhaman
Divisie Jalpaiguri: Alipurduar · Cooch Behar · Darjeeling · Jalpaiguri · Kalimpong
Divisie Malda: Dakshin Dinajpur · Malda · Murshidabad · Uttar Dinajpur
Divisie Medinipur: Bankura · Jhargram · Paschim Medinipur · Purba Medinipur · Purulia
Presidency divisie: Calcutta · Dakshin 24 Parganas · Haora · Nadia · Uttar 24 Parganas